# Resolució 1773 del Consell de Seguretat de les Nacions Unides
La Resolució 1773 del Consell de Seguretat de les Nacions Unides fou adoptada per unanimitat el 24 d'agost de 2007. Després de recordar les resolucions anteriors sobre Israel i el Líban, incloses les resolucions 425 (1978), 426 (1978) i 1697 (2006), el Consell va estendre el mandat de la Força Provisional de les Nacions Unides al Líban (UNIFIL) durant un any més fins al 31 d'agost de 2008, a petició del primer ministre del Líban i sota recomanació del Secretari General.

## Detalls
El Consell va convidar a totes les parts interessades a respectar el cessament de les hostilitats i la Línia Blava completament i les va instar a cooperar plenament amb les Nacions Unides i la UNIFIL i respectar escrupolosament la seguretat del seu personal, evitant qualsevol acció que posi en perill aquest personal i d'acord amb la plena llibertat de circulació dins de l'àrea de funcionament de la Força. Una carta del Secretari General al President del Consell (document S/2007/470)assenyala que, tot i que el desplegament ràpid i eficaç de la UNIFIL havia contribuït a establir un nou entorn estratègic, militar i de seguretat al sud del Líban, encara queda molt per fer, com demostren tràgicament els esdeveniments recents del país
A més, el Consell també va convidar a les parts a que cooperessin plenament amb el Consell de Seguretat i el Secretari General per aconseguir un alto el foc permanent i una solució a llarg termini, tal com es preveia en la resolució 1701 (2006), i va subratllar la necessitat d'un major progrés en aquest respecte.